# Football Club Saint-Éloi Lupopo
Maillots
Actualités
Le FC Saint-Éloi Lupopo est un club de football congolais basé à Lubumbashi, dirigé par le Président Jacques Kyabula Katwe

## Histoire
Le FC Saint-Éloi Lupopo est fondé en 1939 à Lubumbashi ex Elisabethville. Il a été créé par un cheminot de la société ferroviaire, Mr Van Den Brook alias Kawaya chef du service social, qui voulait chercher une distraction pour ses employés après les heures de travail,.
Les premières années de l'existence de ce club furent caractérisées par des scores lourds qu'il infligeait à ses adversaires et par de longues séries d'invincibilité. D'où le terme Swahili Kupopola duquel dérivera le nom Lupopo.
Joueur le plus célèbre: Pierre Mwana Kasongo, qui a également joué pour Daring Faucons, a été le premier joueur africain à devenir le meilleur buteur de Belgique en jouant pour le CS Vervietois en 1962-63. Il a également joué pour ARA La Gantoise en Belgique. Mwana Kasongo a géré avec succès St-Éloi Lupopo, TP Mazembe, Ruwenzori National, CS Makiso, AS Nika, US Bilombe et SM Sanga Balende, ainsi que les Léopards du Zaïre. Il a été le premier Congolais à être qualifié de Manager de l'Académie Française de Football en France. Il est décédé le 13 janvier 1986 alors qu'il dirigeait St-Éloi Lupopo.
Lupopo compte dans son palmarès 6 championnats nationaux dont un  avant  l'indépendance à l’époque où le championnat regroupait les clubs du Congo-Ruanda-Urundi, et trois coupes du Congo. Lupopo a eu d’autres trophées sous l’appellation de  championnat du Zaïre et remporta la première édition du Championnat actuel en 1958. Le dernier championnat national remporté par Lupopo remonte à 2002 et la dernière coupe du Congo à 2015. Lupopo a été le premier club à remporter le championnat du Congo en 1958 et aussi le premier à remporter la Linafoot en 1990.
Sur le plan  continental le club est un habitué des joutes africaines et a atteint sa plus grande marche en 1982 éliminé en demi-finale de la Ligue des Champions Africaine par le club ghanéen d'Asante Kotoko, avant d'avoir éliminé Moura de Bangui en seizièmes, Dynamos du Zimbabwe en huitièmes et Real de Bamako en quart de finale. En 2002, Lupopo remporte en Afrique du Sud le challenge Vodacom en défiant sur place les deux clubs les plus populaires et les plus titrés d’Afrique du Sud, Orlando Pirates et Kaizer Chiefs.

### Historique des noms
- 1939: Standard, à l'honneur du club belge Standard de Liège.
- 1946: FC Saint-Éloi.
- 1974: FC Lupopo

### Historique des Logos

1939-1962.
Ancien logo.
Logo actuel.

## Palmarès
- Championnat de RD Congo (6) :
  - Champion : 1958, 1968, 1981, 1986, 1990 et 2002
  - Second : 2005, 2006, 2009
- Coupe de RD Congo (3):
  - Vainqueur : 1961, 1968, 2015[5]
  - Finaliste : 2007, 2014, 2017
- Supercoupe du Congo (1)
  - Vainqueur : 2002
  - Finaliste : 2015
- LIFKAT (5)
  - Vainqueur : 1946, 1950, 2001, 2003, 2008
- EUFLU (6)
  - Vainqueur : 1956, 1957, 1958, 1959, 2002, 2009
- Coupe des clubs champions africains
  - Demi-finaliste : 1982
- Vodacom Challenge (1)
  - Vainqueur : 2002

## Personnalité du club

### Staff technique
- Entraîneur :  Mohamed Magassouba
- Adjoint :  Bertin Maku

### Effectif professionnel actuel
Ce tableau liste l'effectif professionnel du FC Saint Éloi Lupopo actuel pour la saison 2024-2025.

### Comité
- Président[9] :  Jacques Kyabula Katwe
  - Vice-président :  Coco Nzeba
- Secrétaire administratif :  Donat Mulongoy Pandemoya
  - Secrétaire administratif adjoint :
- Membre :  Vickbo Kasongo,  Joseph Bertier
- Trésorier :  Serge Moma

### Anciens Joueurs
- Tshamalenga Kabundi
- Pierre Mwana Kasongo[10]

### Présidents
- 1982-1986 :  David Mutamba
- 1986: Pierre Mwana Kasongo[10]
- 1998-2002 :  Nazem Nazembe[11],[12],[13]
- 2005-2012 :  Faustin Bokonda[14],[15]
- 2014 :  Vickbo Kasongo[16]
- 2014-2015 :  Faustin Bokonda
- 2015-2016 :  Vickbo Kasongo[17]
- 2016-2019 :  Faustin Bokonda[18],[19]
- 2019-2020 :  Pascal Beveraggi[20],[21]
- 2021- :  Jacques Kyabula Katwe[22]

### Entraîneurs
- 1985-1986 :  Nicodeme Kabamba
- ??: Pierre Mwana Kasongo[10]
- 1989-1991 :  Louis Watunda
- Jean-Claude Mukeba Kambili[23]
- 2004-2006 :  Mohamed Magassouba
- 2007 :  Mankour Boualem
- 2007 :  Guillaume Ilunga
- 2008 :  Andy Mfutila
- 2009 :  Moto Adede Moke[14]
- 2010 :  Mankour Boualem
- 2010-2011 :  Dick de Boer[24]
- Septembre 2011-juin 2012 : / Lazard Milosevic[25]
- 2012:  Raoul Shungu
- 2012-2013 : / Lazard Milosevic[25]
- 2013 :  Raoul Shungu
- 2016-2017 :  Miguel Zurro
- 2017 :  Camille Bolombo[26]
- 2017-2018 :  Bruno Bla[27],[28],[19]
- 2018 :  Franklin Kimbogila[29],[28]
- 2018 :  Joe Tshupula[28]
- 2018-2019 :  Camille Bolombo[28]
- 2019 :  Mankour Boualem
- 2019-2020 :  Papi Kimoto
- 2020 :  Diego Garzitto
- 2020 :  Bertin Maku
- 2021-2022 :  Christian Bracconi[30]
- 2022-2024 :  Mohamed Magassouba[31]
- 2025- :  Luc Eymael[32]

## Sponsors et Equipements

### Sponsors
- 2011 :  Tembo
- 2020 :  33 Export
- 2021 :  NB Mining Africa
- 2021- :  33 Export

### Équipement sportif
- 2018-2024 :  Fura[33]
- 2024- :  Bayna

## Incidents lors des matchs
Lors d'un match avec le TP Mazembe en 2011, 14 personnes sont mortes lors d'une bousculade après que les spectateurs aient envahi le terrain alors que le TP Mazembe égalisait le score.